# Achsikent

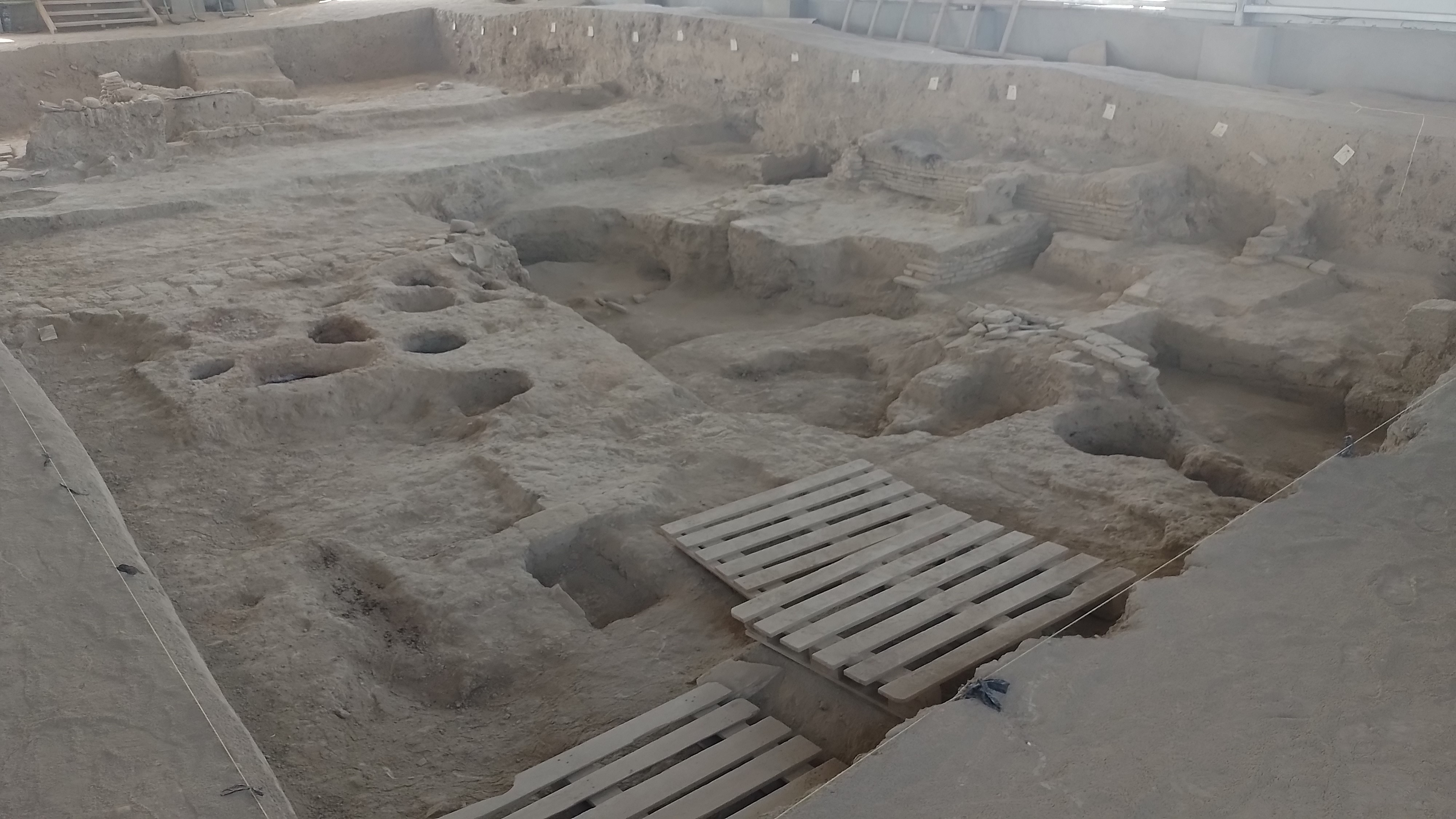
Uitgravingen in Achsikent

Achsikent (ook: Akhsikat) is een voormalige nederzetting op de rechteroever van de Syr Darya in de Vallei van Fergana in Oezbekistan. De archeologische plaats bevindt zich zo'n 25 km ten zuidwesten van Namangan. 
De oudste delen dateren uit de 3e eeuw voor Christus. Van de tiende tot de 13e eeuw was Achsikent een van de belangrijkste steden in de Vallei van Fergana. Het was de hoofdstad van de Vallei van Fergana in de 9e en 10e eeuw. Achsikent werd in 1219 verwoest als gevolg van de Mongoolse invasie, maar ook daarna werd het als een belangrijke stad beschouwd. Umar Sheikh Mirza, de vader van Babur en heerser van de Ferganavallei, koos Achsikent als zijn woonplaats. In 1620 werd de stad verwoest door een aardbeving. De bevolking van Achsikent, die de aardbeving overleefde, verhuisde naar het naburige Namangan.